# Linia kolejowa 98 Szerencs – Hidasnémeti
Linia kolejowa Szerencs – Hidasnémeti – linia kolejowa na Węgrzech. Jest to linia jednotorowa, w całości niezelektryfikowana. Łączy Szerencs i Hidasnémeti. 

## Historia
Linia została otwarta 30 września 1909 roku.